# Mariana Cioromila
Mariana Cioromila (n. 18 ianuarie 1952, Satu Mare - d. 18 mai 2022, Ubatuba, Brazilia) a fost o mezzo-soprană română, care a trăit din 2000 în Brazilia.

## Studii
A studiat muzica la Liceul de Arte Galați, cu specializarea pian. A urmat cursurile Universității de Arte "George Enescu" din Iași, secția canto liric, sub îndrumarea prof. Ella Urmă, cursuri absolvite cu distincția "Summa cum Laude". A urmat cursuri de specializare sub îndrumarea prof. Magda Ianculescu, precum și cu profesorul și artistul Pawel Gerassimowitsch Lisizian în Weimar (Germania) și Moscova și Milano cu artistul profesor, Pier Miranda Ferraro.
A predat canto la Universitatea de Stat din Campinas (UNICAMP), Faculdade Integral Cantareira, Universidade Livre de Música Brasil si Faculdade de Música Carlos Gomes 
În anul 2011 a obținut diploma de Doctor în muzică, cu lucrarea "Teze în tehnica vocală", în cadrul Universității de Stat din Campinas, Brazilia

## Premii
În perioada 1977-1984 a participat la numeroase concursuri internaționale de canto, cu următoarele rezultate  Arhivat în 23 august 2017, la Wayback Machine.:
1977 - "Francisco Vinas" Barcelona - Premiul 3
1978 - "Maria Callas" Atena Premiul 1
1978 - "Tschaikowsky" Moscova Premiul 3
1979 - Rio de Janeiro Locul 4
1981 - "S'Hertogembosch" Olanda Premiul 1
1984 - "Belvedere" Viena Premiul 3

## Repertoriu
Roluri în opere:
Adalgisa (Norma), Amastris (Xerxes), Amneris (Aida), Anacoana (Christophe Colomb), Angelina (La Cenerentola), Carmen (Carmen), Charlotte (Werther), Cherubino (Le nozze di Figaro), Concepcion (L"heure espagnole), Cornélia (Julius Cesar), Dalilah (Samson & Dalilah), 3aDame (Zauberflöte), Dorabella (Cosi fan tutte), Dulcinea (Don Quichotte), Eboli (Don Carlos), Edwige (Guglielmo Tell), Elisabetta (Maria Stuarda), Enrichetta (I Puritani), Fenena (Nabuco), Isabella (L'Italiana in Algeri), Jocasta (Oedip), La Cieca (La Gioconda), Laura (La Gioconda), Madalena (Rigoletto), Marina (Boris Godunow), Marcelina (Le nozze di Figaro), Marta (Faust), Marguerite (La damnation de Faust), Mary (Fliegender Holländer), Mrs Maclean (Susannah), Orsini (Lucrezia Borgia), Otavia (L'incoronarione di Poppea), Preziosilla (La forza del destino), Princ di Bouillon (AdLecouvreur), Rosina (Il Barbiere di Seviglia), Sara (Roberto Devereux), Sextus (La clemenza di Tito), Sigrune (Die Walküre), Suzuki (Madame Butterfly), Tancredi (Tancredi), The Witch (Hänsel und Gretel), Xerxes (Xerxes)
Care sunt primele trei mezzosoprane din topul dvs personal? Claudia Măru Hanghiuc (prim-solistă mezzosoprană a Teatrul Național de Operetă „Ion Dacian”): „Sunt patru! Vi le spun pe cele care încă sunt în activitate și sunt cunoscute în lumea actuală a iubitorilor muzicii de operă: Elina Garanca, Mariana Pentcheva, Mariana Cioromila și Viorica Cortez.”